# آریابهاتا دوم

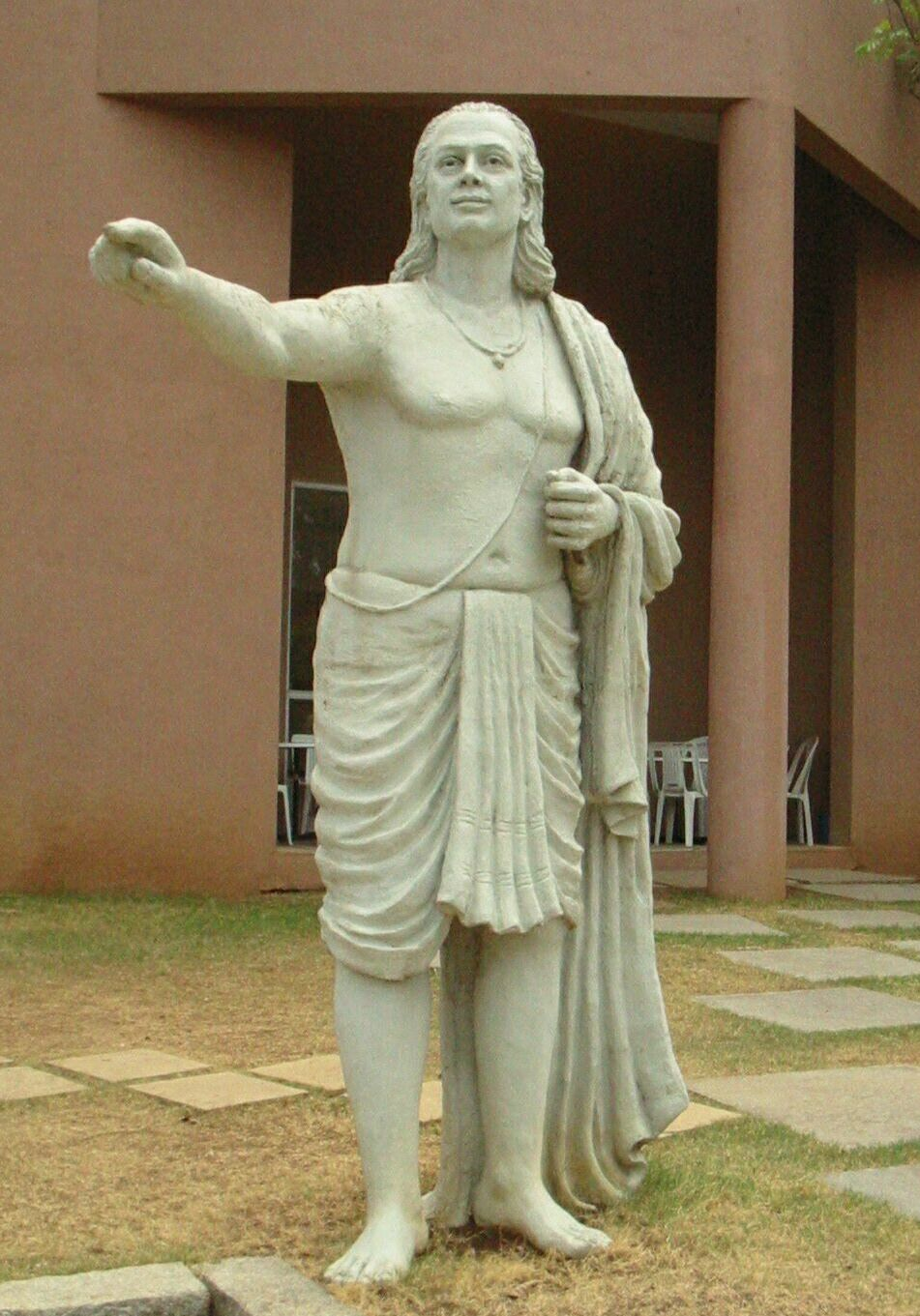
نگاره‌ای از تندیس آریابهاتا دوم در هند - ۲۰۰۶

آریابهاتا دوم (انگلیسی: Aryabhata II؛ ح. ۰۹۲۰ – ح. ۱۰۰۰) یک ریاضی‌دان اهل هند بود.